# Sony Ericsson Open 2012
Sony Ericsson Open 2012 (також відомий як Miami Masters 2012) - чоловічий і жіночий тенісний турнір, що проходив на відкритих кортах з твердим покриттям. Це був 28-й за ліком Мастерс Маямі. Належав до категорії Мастерс у рамках Туру ATP 2012 і категорії Premier Mandatory в рамках Туру WTA 2012. Відбувся в Tennis Center at Crandon Park у Маямі (США). Тривав з 19 березня до 1 квітня 2012 року.

## Очки і призові

### Нарахування очок
| Стадія                       | Чоловіки, одиночний розряд | Чоловіки, парний розряд | Жінки, одиночний розряд | Жінки, парний розряд |
| ---------------------------- | -------------------------- | ----------------------- | ----------------------- | -------------------- |
| Чемпіон                      | 1000                       | 1000                    | 1000                    | 1000                 |
| Фінал                        | 600                        | 600                     | 700                     | 700                  |
| півфінал                     | 360                        | 360                     | 450                     | 450                  |
| чвертьфінал                  | 180                        | 180                     | 250                     | 250                  |
| 1/8 фіналу                   | 90                         | 90                      | 140                     | 140                  |
| 1/16 фіналу                  | 45                         | 45                      | 80                      | 80                   |
| 1/32 фіналу                  | 25 (10)                    | 0                       | 50                      | 0                    |
| Round of 128                 | 10                         | –                       | 5                       | –                    |
| кваліфаєр                    | 16                         | –                       | 30                      | –                    |
| Фінальний раунд кваліфікації | 8                          | –                       | 20                      | –                    |
| 1-й раунд кваліфікації       | 0                          | –                       | 1                       | –                    |

### Призові гроші
Сукупний призовий фонд турніру становив $4,828,050.
| Стадія      | Чоловіки, одиночний розряд | Чоловіки, парний розряд | Жінки, одиночний розряд | Жінки, парний розряд |
| ----------- | -------------------------- | ----------------------- | ----------------------- | -------------------- |
| Чемпіон     | $659,775                   | $216,190                | $712,000                | $241,010             |
| Фінал       | $321,990                   | $105,500                | $352,000                | $121,000             |
| півфінал    | $161,375                   | $52,880                 | $164,000                | $55,000              |
| чвертьфінал | $82,270                    | $26,950                 | $79,000                 | $25,965              |
| 1/8 фіналу  | $43,370                    | $14,210                 | $39,000                 | $12,750              |
| 1/16 фіналу | $23,210                    | $7,610                  | $21,000                 | $6,000               |
| 1/32 фіналу | $12,530                    | –                       | $12,725                 | –                    |
| Round of 96 | $7,680                     | –                       | $7,700                  | –                    |